# پارو

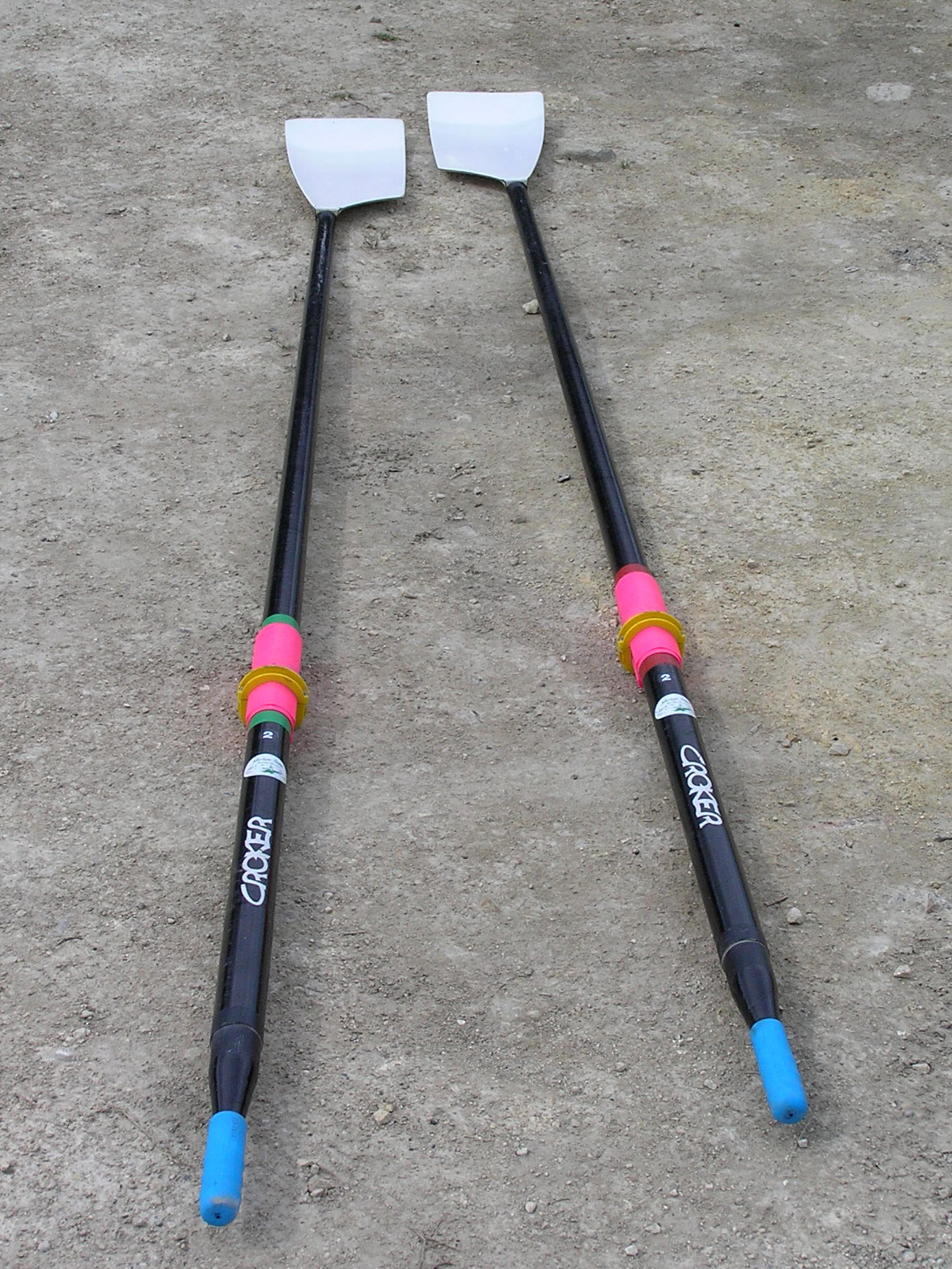
دو پاروی قایقرانی

پارو نام وسیله‌ای است شبیه به بیل که با استفاده از آن می‌توان قایقها و کشتیهای کوچک که بدون موتور یا بادبان هستند را راند. پاروها معمولاً از چوب ساخته می‌شوند. از پارو برای روبیدن برف از پشت‌بام‌ها و پیاده‌روها نیز استفاده می‌شود.